# The Buggs
The Buggs war eine deutsche Indie-Rock-Band aus Düsseldorf, die Ende 2012 gegründet wurde und sich im Juni 2024 aufgelöst haben. Ihre Texte singt die Band überwiegend auf Englisch. Besondere Merkmale der Band waren der britisch inspirierte Musikstil und die vielfältigen Einsätze von Blasinstrumenten.

## Geschichte
Die vier Gründungsmitglieder, damals Oberstufen-Schüler des Erzbischöflichen Suitbertus-Gymnasiums, fanden im Herbst 2012 als die neue Schulband The Buggs (ursprünglich: The Wankers) zusammen. Bereits nach kurzer Zeit begann die Band eigene Songs zu schreiben und außerhalb der Schule aufzutreten. Im Laufe des Jahres 2013 entstand in Eigenregie eine erste EP (Red Shoes) mit alternativ sieben oder neun Titeln, welche von den Bandmitgliedern einzeln gebrannt und verschenkt wurde. Die Band lud für Auftritte regelmäßig Bläser ein, darunter den Trompetenspieler Jasper Möslein, welcher zum Ende des Jahres zu einem festen Mitglied wurde und die Band zusätzlich an der Hammond-Orgel begleitet.
Mediale Aufmerksamkeit erlangte die Band mit ihrem Auftritt im Finale des WDR: Planet Rock 2014. Im Jahr 2015 lernten Mary Ritchie und Vom Ritchie die Band kennen und nahmen sie bei ihrem Label Drumming Monkey Records unter Vertrag. Es folgten Auftritte als Vorband u. a. für Cryssis, The Computers, The Spitfires und The Undertones, sowie Produktionsarbeiten am ersten Studioalbum in Kiesgroup's Wildwood Studios. Im Januar 2016 wurde bekannt gegeben, dass The Buggs die alljährliche Bandförderung des Kulturamtes der Landeshauptstadt Düsseldorf gewannen. Am 12. August 2016 erschien ihr Debüt-Album Symphony for the Minority, welches zwölf Titel enthält und sowohl physisch, als auch digital durch Drumming Monkey Records vertrieben wurde.
Im Frühjahr 2017 arbeitete die Band gemeinsam mit dem Produzenten Marc Aschmann (Mamba Records) an der Veröffentlichung einer neuen EP, welche als 7″-Single erscheinen sollte. Zeitgleich nahm die Band den Bigband-Saxophonisten Tobias Martin als festes Mitglied auf. Die EP Instant Love erschien am 2. Juni 2017. Sie wurde von der Musikzeitschrift coolibri zum Album des Monats gekürt. Mit dem Song Aggravation ist die Band auf der CD-Compilation New.Heimat.Sounds 2017 vertreten. Im September desselben Jahres spielte die Band auf einem mehrtägigen Open-Air Festival in Hechuan, einem Stadtteil von Chongqing, in der Volksrepublik China. 2018 wurde die Band für den popNRW-Preis in der Kategorie Best Newcomer nominiert. Die Band war Initiator des Local-Hero Festivals, welches im Sommer 2020 im Autokino Düsseldorf stattfand.
Seit 2019 sind The Buggs bei Volker Sonntag, dem Begründer des Kölner Labels Tag-7, unter Vertrag. Gemeinsam wurde regelmäßig neues Material der Band in Form von Singles digital veröffentlicht.
Im Mai 2024 gab die Band ihre Auflösung bekannt Am 22. Juni 2024 spielten The Buggs ihr Abschiedskonzert im Zakk in Düsseldorf.

## Diskografie

### Alben
- 2013: Red Shoes (EP, Selbstverlag)
- 2016: Symphony for the Minority (Album, Drumming Monkey Records)
- 2017: Instant Love (EP, Mamba Records)

### Singles
- 2019: Bumblebee Bumbershoot (Tag-7)
- 2019: Photograph Girl (Tag-7)
- 2020: Rich for Two (Tag-7)
- 2020: Fuck Off Lovesongs (Tag-7)
- 2020: The Limit of a Man (Tag-7)
- 2020: Cartoon Life (Tag-7)
- 2021: The Man That's Never Been There Before (Tag-7)
- 2021: Another Side of Me (Tag-7)
- 2022: Dreaming of the Past (Tag-7)
- 2022: Face Like an Angel (Tag-7)
- 2023: Old Man (Tag-7)
- 2023: Boring Song (Tag-7)
- 2023: Inside Her Head (Tag-7)
- 2023: Colourful (Tag-7)
- 2023: Sunny Afternoon (Tag-7)
- 2023: Dr. Joe (Tag-7)
- 2024: One Final Song (Tag-7)
- 2024: Oral History (Tag-7)
- 2024: Hey There (Tag-7)